# レス・ポール
レスター・ウィリアム・ポルスファス（Lester William Polsfuss、1915年6月9日 - 2009年8月12日）は、レス・ポール（Les Paul）の名で知られるアメリカのギタリスト、発明家。ギブソン初のソリッドボディーのエレクトリック・ギター、「ギブソン・レスポール」の生みの親である。
「ローリング・ストーンの選ぶ歴史上最も偉大な100人のギタリスト」において2003年は第46位、2011年の改訂版では第18位。

## 経歴
レスター・ウィリアム・ポルスファスは、1915年にウィスコンシン州ウォキショーで、ドイツ系のジョージ・ポルスファスおよびイヴリン・ポルスファス夫妻の間に生まれた。幼少期に両親が離婚。母親はプロシア系のファミリーネームをポルファス (Polfuss) と簡略化したが、レス・ポールは法的に名前を変更することはなかった。彼は後にレス・ポールという芸名を使用することとなり、それ以前は「Red Hot Red」や「Rhubarb Red」という芸名を使用していた。
ポールは8歳のときに初めて音楽に関心を持ち、ハーモニカの演奏を始める。ピアノを習った後、ギターに転向した。この時に、ポールはギターを演奏しながらハンズフリーでハーモニカを演奏するために首かけ式のハーモニカホルダーを発明。今日に至るまでポールの設計図を用いて製造が行なわれている。
13歳の頃に、カントリー・ミュージックのセミプロ・ギタリストとして演奏活動を行っていた。17歳の時にルーブ・トロンソンのテキサス・カウボーイズと共に活動し、間もなく高校を落第する。彼はミズーリ州セントルイスのラジオ局 KMOX のバンド、ウォルバートンズ・レディオ・バンドに加入した。
サニー・ジョー&ルバーブレッド（当時のレス・ポールのステージ名）のコンビを1930年代初期に結成。シカゴ中心に人気を得る。1933年に解散。
この頃昼はルバーブ・レッドとしてラジオショーなどに出演、夜は本名でジャズグループに参加していた。
1936年、ジム・アトキンスとアーニー・ニュートンとトリオを組み初めてのレコードをリリース。
1941年、レス・ポールは新しいエレキギター「ログ（角材の意味）」をエピフォンの工房を借りて作成した。このギターは4x4の角材の両端にサウンドホールを持ったボディ材を留め、ネックを角材に取り付けたもので、今で言うセンターブロックを持ったギターである。ソリッドボディのエレキギターの原型とも言える代物である。他にもヘッドのないアルミニウムボディの「ヘッドレスワンダー」を開発している。
1946年、ログのアイディアをギブソン社に持ち込んだが一蹴される。この頃自宅に録音スタジオを建設し様々な発明をする。レコードのカッティングマシーンを自作したり、多重録音を可能にしたり、アナログディレイマシンの原型などである。これらの施設は当時最先端の技術を擁していた。
1948年、世界初のオーバーダビングレコーディングで作られた「Lover/Brazil」をリリース。1月26日に交通事故であわや右腕を切断かという大怪我を負うが、1年のリハビリ生活の後奇跡的に復帰（リハビリ中にもリード・パートを除いた全てをレコーディングしリリースするという離れ業を見せている）。
1949年、12月、メリー・フォードと3度目の結婚をする。Les Paul & Mary Ford At HomeというTVショーは7年も続いた。
1951年、メリー・フォードとのデュオ「How High the Moon」が全米1位を獲得。
1952年、ギブソン社初のソリッドギターレスポールが発売される。アンペックスからレスが開発した世界初の8トラック・テープレコーダーが発売される。
1953年、「Vaya Con Dios」が世界的にヒット。9週連続でチャートトップを記録する。しかし50年代半ばからロックン・ロールが爆発的に普及し徐々に人気を失う。
経営が悪化し、低迷していたエピフォンの救済をギブソンのテッド・マッカーティ社長に提言。これを受け、1957年にギブソンによりエピフォンは買収された。
1962年、ギブソン社との契約が切れる。人気の低迷と共にメリー・フォードとの仲も上手くいかなくなりやがて離婚する。
1970年、友人の悪戯により耳の鼓膜が破れ、治療に3年を要する。
1974年、現役復帰。
1976年、チェット・アトキンスと作成したアルバム『チェスター・アンド・レスター』で1977年グラミー賞を受賞。
1980年代半ばから90年代まで、ニューヨークのファット・チューズデイというクラブでトリオを率いて毎週演奏した。
2005年、6月9日に90歳を迎えたレスを祝しレス・ポール&フレンズ名義のアルバム『レス・ポール・トリビュート』が作成される。参加メンバーは、エリック・クラプトン、ジェフ・ベック、ジョー・ペリー、ビリー・ギボンズ、ピーター・フランプトン、スティーヴ・ルカサー、キース・リチャーズ、スティング、リッチー・サンボラ、リック・デリンジャー等々。
2007年、レスポールの経歴を描くドキュメンタリー映画「レス・ポールの伝説」が2007年7月11日に公開される。(米) (日本での公開は、2008年8月23日)
2009年8月12日、肺炎によりニューヨークの病院にて94歳で死去。

## ディスコグラフィー

### アルバム
- The New Sound (Capitol, SPレコードおよびシングル盤, EP盤, 1950年; 33+1⁄3 rpm LP盤, 1955年)
- Les Paul's New Sound, Vol. 2 (Capitol, 1951年)
- Bye Bye Blues! (Capitol, 1952年)
- The Hit Makers! (Capitol, 1953年)
- Les and Mary (Capitol, 1955年)
- Songs of Today (Capitol, シングル盤, EP盤, 1956年)
- Time to Dream (Capitol, 1957年)
- The Hits of Les and Mary (Capitol, 1960年)
- Les Paul and Mary Ford (Capitol, 33+1⁄3 rpm EP盤, 1961年)
- Bouquet of Roses (Columbia, 1962年)
- Warm and Wonderful (Columbia, 1962年)
- Les Paul Now (Decca, 1968年)
- The World Is Still Waiting For The Sunrise (Capitol, 1974年)
- Chester and Lester with Chet Atkins (RCA Victor, 1976年)
- Guitar Monsters with Chet Atkins (RCA Victor, 1978年)
- Early Les Paul (Capitol, 1982年)
- Feed Back 1944–1955 (Circle, 1986年)
- The Best of the Capitol Masters: Selections from "The Legend and the Legacy" Box Set (Capitol, 1992年)
- American Made World Played (Capitol, 2005年)
- A Tribute to a Legend (Immergent, 2008年)

### ヒット・シングル
| 年     | 曲名                                                     | チャート最高位 | チャート最高位 | チャート最高位 | チャート最高位 |
| 年     | 曲名                                                     | 米ポップ       | CB             | 米カントリー   | 英             |
| ------ | -------------------------------------------------------- | -------------- | -------------- | -------------- | -------------- |
| 1945年 | "It's Been a Long, Long Time" (with Bing Crosby)         | 1              |                |                |                |
| 1946年 | "Rumors Are Flying" (with The Andrews Sisters)           | 4              |                |                |                |
| 1948年 | "Lover"                                                  | 21             |                |                |                |
| 1948年 | "Brazil"                                                 | 22             |                |                |                |
| 1948年 | "What Is This Thing Called Love?"                        | 11             |                |                |                |
| 1950年 | "Nola"                                                   | 9              |                |                |                |
| 1950年 | "Goofus"                                                 | 21             |                |                |                |
| 1950年 | "Little Rock Getaway"                                    | 18             |                |                |                |
| 1950年 | "Tennessee Waltz"                                        | 6              |                |                |                |
| 1951年 | "Jazz Me Blues"                                          | 23             |                |                |                |
| 1951年 | "Mockin' Bird Hill"(ゴールドディスク)                    | 2              |                | 7              |                |
| 1951年 | "How High the Moon"(ゴールドディスク)A                   | 1              |                |                |                |
| 1951年 | "Josephine"                                              | 12             |                |                |                |
| 1951年 | "I Wish I Had Never Seen Sunshine"                       | 18             |                |                |                |
| 1951年 | "The World Is Waiting for the Sunrise"(ゴールドディスク) | 2              |                |                |                |
| 1951年 | "Whispering"                                             | 7              |                |                |                |
| 1951年 | "Just One More Chance"                                   | 5              |                |                |                |
| 1951年 | "Jingle Bells"                                           | 10             |                |                |                |
| 1952年 | "Tiger Rag"                                              | 2              |                |                |                |
| 1952年 | "I'm Confessin'"                                         | 13             |                |                |                |
| 1952年 | "Carioca"                                                | 14             |                |                |                |
| 1952年 | "In the Good Old Summertime"                             | 15             |                |                |                |
| 1952年 | "Smoke Rings"                                            | 14             |                |                |                |
| 1952年 | "Meet Mister Callaghan"                                  | 5              | 4              |                |                |
| 1952年 | "Take Me in Your Arms and Hold Me"                       | 15             | 22             |                |                |
| 1952年 | "Lady of Spain"                                          | 8              |                |                |                |
| 1952年 | "My Baby's Comin' Home"                                  | 7              | 11             |                |                |
| 1953年 | "Bye Bye Blues"                                          | 5              | 14             |                |                |
| 1953年 | "I'm Sitting on Top of the World"                        | 10             | 8              |                |                |
| 1953年 | "Sleep"                                                  | 21             | 31             |                |                |
| 1953年 | "Vaya Con Dios"(ゴールドディスク)                        | 1              | 1              |                | 7              |
| 1953年 | "Johnny (Is the Boy for Me)"                             | 15             | 25             |                |                |
| 1953年 | "The Kangaroo"                                           | 25             | 23             |                |                |
| 1953年 | "Don'cha Hear Them Bells"                                | 13             | 28             |                |                |
| 1954年 | "I Really Don't Want To Know"                            | 11             | 33             |                |                |
| 1954年 | "South"                                                  |                | 18             |                |                |
| 1954年 | "I'm a Fool to Care"                                     | 6              | 13             |                |                |
| 1954年 | "Auctioneer"                                             |                | 28             |                |                |
| 1954年 | "Whither Thou Goest"                                     | 10             | 12             |                |                |
| 1954年 | "Mandolino"                                              | 19             | 22             |                |                |
| 1955年 | "Song in Blue"                                           |                | 17             |                |                |
| 1955年 | "Someday Sweetheart"                                     |                | 39             |                |                |
| 1955年 | "No Letter Today"                                        |                | 27             |                |                |
| 1955年 | "Hummingbird"                                            | 7              | 6              |                |                |
| 1955年 | "Amukiriki"                                              | 38             | 24             |                |                |
| 1955年 | "Magic Melody"                                           | 96             | 43             |                |                |
| 1956年 | "Texas Lady"                                             | 91             | 47             |                |                |
| 1956年 | "Cimarron (Roll On)"                                     |                | 48             |                |                |
| 1956年 | "Moritat"                                                | 49             |                |                |                |
| 1956年 | "Nuevo Laredo"                                           | 91             |                |                |                |
| 1957年 | "Cinco Robles"                                           | 35             | 24             |                |                |
| 1958年 | "Put a Ring on My Finger"                                | 32             | 43             |                |                |
| 1958年 | "Jealous Heart"                                          |                | 71             |                |                |
| 1961年 | "Jura"                                                   | 37             | 81             |                |                |
| 1961年 | "It's Been a Long, Long Time"                            | 105            |                |                |                |

- A ヒップホップ・ソングス・チャートの第2位を記録している。

## エピソード
- 1995年から、死去した2009年まで、毎週月曜日に、ニューヨーク市マンハッタンのイリジウム・ジャズ・クラブにて「レス・ポールナイト」と称したライブを行っていた。このイベントでは、ポール・マッカートニー、ディッキー・ベッツ、キース・リチャーズ、ラリー・カールトン、ジョージ・ベンソン、スラッシュ、ブライアン・メイ、スティーヴ・ルカサーなど、多くの有名アーティストが飛び入り参加して、レスと競演した。また普段のステージでも自身のバンドに若手のミュージシャンやダンサーなどを招き発表の場を与えるなどしていた。イベントの盛況ぶりは最後まで衰えることなく、ライブ後の店内にはレスにサインを求める人々の列がいつもあった。
- 2003年に放送されたNHKBSの番組『世紀を刻んだ歌「オーバー・ザ・レインボウ」』の中で、レスはこの曲を演奏し、最初にこの曲を歌ったジュディ・ガーランドの思い出を語っている。
- レス・ポールが晩年使用していたギターはギブソン社のレス・ポール・レコーディングである。
- 今までに5度グラミー賞を受賞しているほか、1988年には、後世のロックアーティストに影響を与えた人物に贈られる、ロックの殿堂のアーリー・インフルエンス部門に殿堂入りしている。また、前述の8トラック・テープレコーダーやギブソン・レスポールの功労により、ミュージシャンとして唯一「発明家の殿堂(National Inventors Hall of Fame)」入りを果たしている。
- 2011年6月9日、レス・ポール生誕96周年を記念して、Googleのホームページのロゴが特別バージョンとなった（画像）。
- SFテレビドラマ/映画シリーズの『スタートレック』に登場するクリンゴン語では、ギターを意味する単語は、彼の名をもじり、"leSpal"という。